# Alexandre Bonnet
Alexandre Bonnet (* 17. října 1986, La Roche-sur-Yon, Francie) je francouzský fotbalový záložník, který působí v klubu Le Havre AC, kam odešel z týmu Toulouse FC.

## Reprezentační kariéra
Alexandre Bonnet hrál za francouzskou reprezentaci do 21 let.